# Parco nazionale dei Monti Rwenzori
Il parco nazionale del Ruwenzori è un parco nazionale dell'Uganda, patrimonio dell'umanità dell'UNESCO, situato sul massiccio del Ruwenzori. Copre una superficie di quasi 1000 km² e vi si trovano la terza vetta più alta dell'Africa e numerose cascate, laghi e ghiacciai. È particolarmente noto per le forme di vita vegetale.

## Storia
Il parco nazionale del Ruwenzori venne istituito nel 1991 e nel 1994 venne dichiarato patrimonio dell'umanità dell'UNESCO per la spettacolarità del paesaggio. Sfortunatamente, tra il 1997 e il giugno 2001, esso venne occupato da milizie ribelli, tanto che dal 1999 al 2004 figurò sulla lista dei patrimoni dell'umanità in pericolo a causa dell'insicurezza e della mancanza di risorse.

## Geografia
Il parco nazionale del Ruwenzori si trova nell'Uganda sud-occidentale, sul versante orientale del ramo occidentale della Rift Valley (il cosiddetto Rift Albertino). È situato lungo il confine con la Repubblica Democratica del Congo e confina con il parco nazionale dei Virunga, anch'esso patrimonio dell'umanità, per un tratto di 50 km. Si trova a cavallo dei distretti di Bundibugyo, Kabarole e Kasese, a 25 km dalla città di Kasese. Copre una superficie di 996 km² e il 70% di esso si trova a un'altitudine superiore ai 2500 m. Il parco si estende per 120 km di lunghezza e 48 di larghezza.
Il parco ricopre la maggior parte della zona centrale e orientale del massiccio del Ruwenzori, una catena montuosa che si innalza al di sopra delle aride pianure appena a nord dell'equatore. Queste montagne sono più alte delle Alpi e sono ammantate di neve. Entro i confini del parco si trova il monte Stanley: la Cima Margherita, una delle cime gemelle di questo monte, è la terza vetta più alta dell'Africa (5109 m). Anche la quarta e quinta vetta più alte dell'Africa (il monte Speke e il monte Baker) si trovano nel parco. Il parco ospita ghiacciai, nevai, cascate e laghi ed è uno dei paesaggi montani più spettacolari dell'Africa.

## Flora e fauna
Il parco ospita molte specie endemiche del Rift Albertino, diverse delle quali in pericolo di estinzione. Particolarmente elevata è la diversità di piante e alberi. Il parco è celebre per la sua flora, che è stata descritta come una delle più straordinarie del mondo. Nel parco vi sono cinque distinte zone di vegetazione, a seconda dell'altitudine. Qui vivono 89 specie di uccelli, 15 di farfalle e quattro di primati. La fauna, che cambia anch'essa a seconda dell'altitudine, comprende elefanti di foresta, scimpanzé, procavie, guereza, cercopitechi barbuti, cefalofi e turachi del Ruwenzori.

## Turismo
Il territorio del parco è di proprietà del governo ugandese, che lo gestisce attraverso l'Uganda National Parks. Pur trattandosi di una zona protetta, il prelievo delle risorse può essere autorizzato da un consiglio di amministrazione. Kasese, che sorge 437 km ad ovest della capitale Kampala, è la porta d'accesso del parco. Nella città vi sono alberghi e lodge, mentre il parco dispone di campeggi, di una buona rete di sentieri e rifugi per gli escursionisti. Vi sono vari percorsi di trekking e arrampicata, molti dei quali attraversano scenari spettacolari. Il sentiero da trekking più popolare è un circuito del parco della durata di sette giorni.